# 布鲁克 (摩泽尔省)
布鲁克（法語：Brouck，法語發音：[bʁuk]；低地法兰克语：Brouchen）是法国摩泽尔省的一个市镇，属于福尔巴克-布莱摩泽尔区。

## 地理
布鲁克（49°7'47"N, 6°30'21"E）面积2.98 平方千米，位于法国大東部大區摩泽尔省，该省份为法国东北部内陆省份，是洛林的一部分，西南接默尔特-摩泽尔省，东临下莱茵省，北与卢森堡和德国接壤。
与布鲁克接壤的市镇（或旧市镇、城区）包括：巴奈、尼德河畔比永维尔、埃尔斯特罗夫、马朗日-宗德朗日、莫梅尔斯特罗夫、纳尔贝方丹、瓦里兹-沃东库尔。

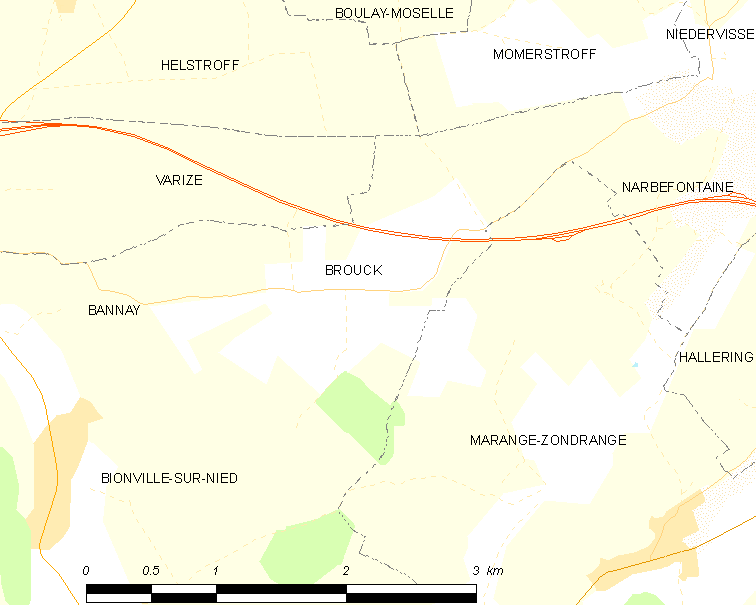
的OSM定位图

布鲁克的时区为UTC+01:00、UTC+02:00（夏令时）。

## 行政
布鲁克的邮政编码为57220，INSEE市镇编码为57112。

## 政治
布鲁克所属的省级选区为布莱摩泽尔县。

## 人口

1962-2008年间人口变化图示

布鲁克于2022年1月1日时的人口数量为81人。